# Флаг Швейцарии
Флаг Швейцарии представляет собой красное квадратное полотнище с белым прямым крестом в центре, концы крестовин которого не достигают краёв полотнища. Крестовины равновелики, и при этом длина каждой крестовины на 1/6 больше, чем её ширина. Флаг официально утверждён в качестве государственного символа Швейцарии 12 декабря 1889 года, в это же время был утверждён герб.

## История флага
По одной из версий, флаг происходит от герба кантона Швиц (одного из трёх кантонов, образовавших Швейцарскую конфедерацию в 1291 году, вместе с Ури и Унтервальденом). Впервые знамя такого вида использовалось в битве при Лаупене в 1339 году. Тогда крестовины креста были у́же и доходили до краёв флага, напоминая современный датский флаг.
Если цвета знамени оставались неизменными со времён Священной Римской империи, то форма знамён менялась на протяжении нескольких веков:
- треугольное знамя конфедерации в XV и XVI веках[источник не указан 4894 дня];
- белый крест, состоящий из 5 одинаковых квадратов, на красном фоне в XIX веке[источник не указан 4894 дня];
- начиная с 1889 года (современная форма) 5 квадратов превращаются в крест, крестовины которого одинаковы и на 1/6 длиннее своей ширины;
- цвет флага был официально утверждён 1 января 2007 года, и соответствует 485-му номеру текстильного пантона.

## Красный Крест
Символ Красного Креста, используемый Международным комитетом Красного Креста, происходит от швейцарского флага. Красный крест на белом фоне был объявлен официальным символом защиты Женевской конвенцией 1864 года. Такие цвета флага (являющиеся лишь зеркальной заменой цветов флага Швейцарии) были приняты для того, чтобы отметить особые заслуги швейцарского гражданина — основателя МККК Анри Дюнана.

Флаг Красного Креста

## Форма
Государственный флаг Швейцарии в соответствии со стандартами имеет квадратную форму. Торговый же флаг прямоугольный.